# Яніна (озеро)
Я́ніна (грец. Ιωαννίνων) — озеро на північному заході Греції. Площа 22,8 км².
Інші назви: Іоанніна, Янінське озеро, Памвотіда (грец. Παμβώτιδα), Памвотіс (грец. Παμβώτις).

## Географія
Озеро розташоване в центральній частині ному Яніна, область Епір. Середня глибина менше 7 м, максимальна — 11 м. Довжина до 7,5 км, ширина — до 5 км. Висота дзеркала 470 м над рівнем моря.
На східному березі озера знаходиться місто Яніна, на північному — населений пункт Перама. Біля північного берега — невеликий острів. Північніше озера — гора Міцикєлі.

## Визначні пам'ятки
На острові будівлі побудови XIII століття, музеї, в тому числі музей Алі-паши Тепеленського (Янінського), що мешкав на острові. Регулярно проводяться екскурсії.